# قصف الفاتيكان

خريطة لمدينة الفاتيكان تُظهر مباني المحافظة والمحكمة ورئيس الأساقفة ومحطة السكك الحديدية التي لحقت بها أضرار في 5 نوفمبر 1943. تقع ورشة الفسيفساء، التي تلقت ضربة مباشرة، بين محطة السكك الحديدية وإقامة رئيس أساقفة.

وقع قصف مدينة الفاتيكان مرتين خلال الحرب العالمية الثانية. حدث القصف الأول مساء 5 نوفمبر 1943، عندما ألقت طائرة قنابل على المنطقة الواقعة جنوب غرب كاتدرائية القديس بطرس، مما تسبب في أضرار جسيمة ولكن لم تقع إصابات. فيما حدث القصف الثاني، الذي لم يؤثر إلا على الهامش الخارجي للمدينة، في نفس الساعة تقريبًا في 1 مارس 1944، وتسبب في وفاة شخص وإصابة شخص آخر.

## الظروف
مدينة الفاتيكان كانت محايدة طوال الحرب. كان يُطلب من كلٍ من أطقم طائرات الحلفاء ودول المحور احترام حيادها حتى عند قصف روما.[بحاجة لمصدر]
في 25 يوليو 1943، بعد أن احتلت قوات الحلفاء الممتلكات الإيطالية في أفريقيا واستولت على صقلية، أزاح مجلس الفاشية الكبير بينيتو موسوليني من السلطة. ظلت مملكة إيطاليا في البداية حليفة لألمانيا النازية، لكن في أقل من شهرين حصلت على هدنة مع الحلفاء، وقعت في 3 سبتمبر وأعلنت في 8 سبتمبر. تدخلت ألمانيا، التي اكتشفت ما كان على قدم وساق، سريعًا وسيطرت على معظم إيطاليا، بما في ذلك روما، وأطلقت سراح موسوليني ونقلته إلى المنطقة التي تحتلها لإقامة نظام دمية معروف باسم الجمهورية الإيطالية الاشتراكية.
وقع كلا القصفين بينما كانت روما تحت الاحتلال الألماني.

## قصف 5 نوفمبر 1943

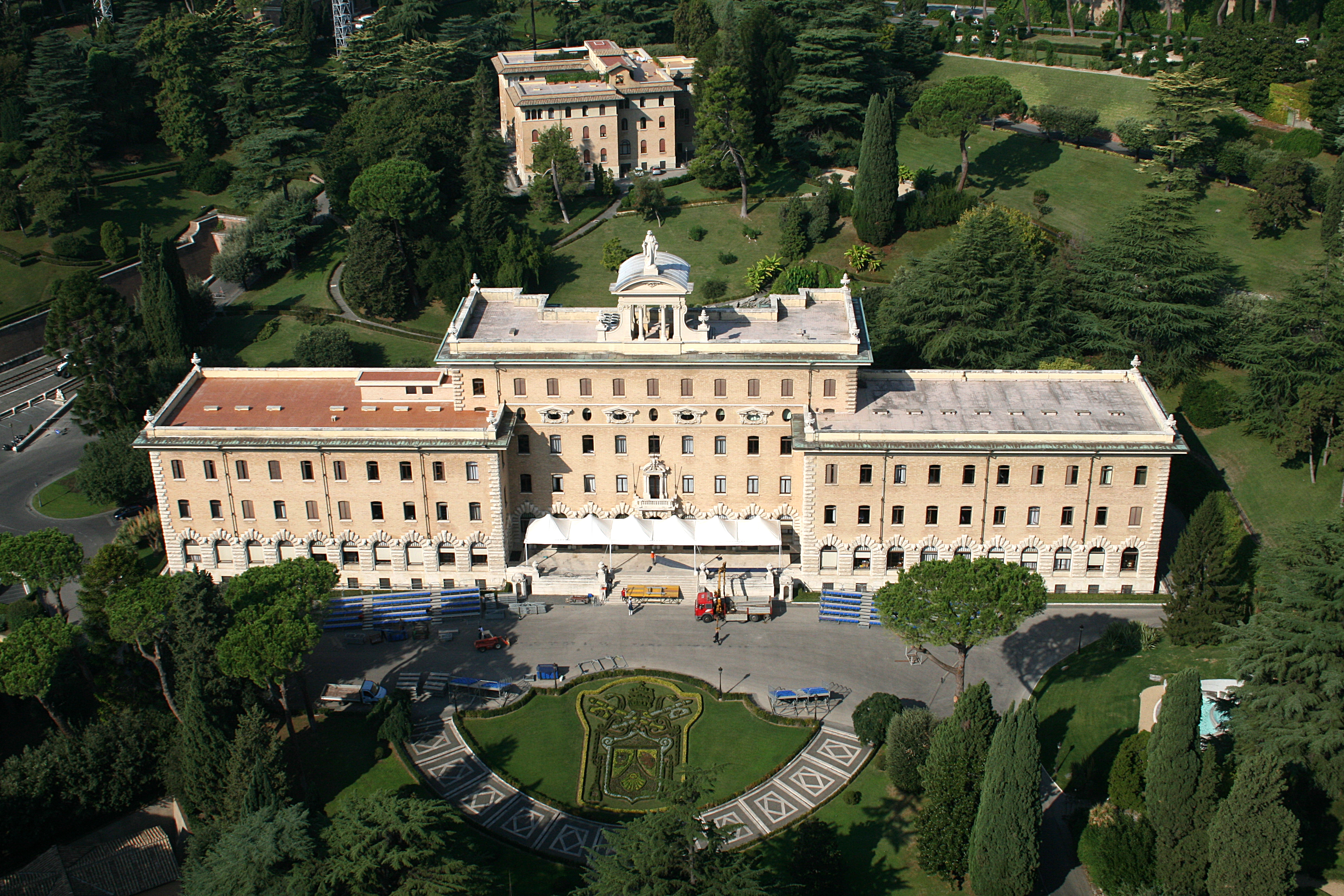
قصر محافظة ولاية الفاتيكان، أحد المباني التي دمرها القصف في 5 نوفمبر 1943

### رواية المونسنيور دومينيكو تارديني
يقول شاهد عيان مؤرخ كتبه المونسنيور دومينيكو تارديني، كاهن إيطالي ثم كاردينال قي وقت لاحق، في عام 1944: 
 تابع الكاردينال المستقبلي: 

### بيان المونسنيور والتر س. كارول
إن الرسالة التي وجهها المونسنيور والتر س. كارول والتي تحدث المونسنيور تارديني أنها موجهة إلى المونسنيور مونتيني كانت في الواقع موجهة إلى وزير خارجية الكاردينال لويجي ماجليوني. تقول الرسالة: «في محادثة مع رئيس الأركان الأمريكي خلال الأسبوع الماضي، أُبلغت بسرية تامة أنهم يشعرون أن قصف الفاتيكان يعزى على الأرجح إلى طيار أمريكي ظل طريقه؛ في الواقع، أفاد طيار أمريكي آخر أنه رأى طائرة للحلفاء تسقط حمولتها على الفاتيكان. أعرب الجنرال عن أسفه الصادق وقدم تأكيدات بأنه سيتم اتخاذ احتياطات صارمة لتجنب تكرار هذا الحادث».
أعطت السلطات الأمريكية تأكيدًا رسميًا بأنه لم تسقط أي طائرة أمريكية قنابل على مدينة الفاتيكان.
قدمت السلطات الألمانية والبريطانية تأكيدات مماثلة فيما يتعلق بطائرات بلادهم. وإدراكًا منها أن القنابل المستخدمة كانت بريطانية، فقد أشار البريطانيون إلى أن هذا لا يُثبت شيئًا لأنه كان يمكن أن تؤخذ القنابل من الذخائر التي تم الاستيلاء عليها، واستخدمها بالضبط لهذا الغرض.

### الكتب الحديثة

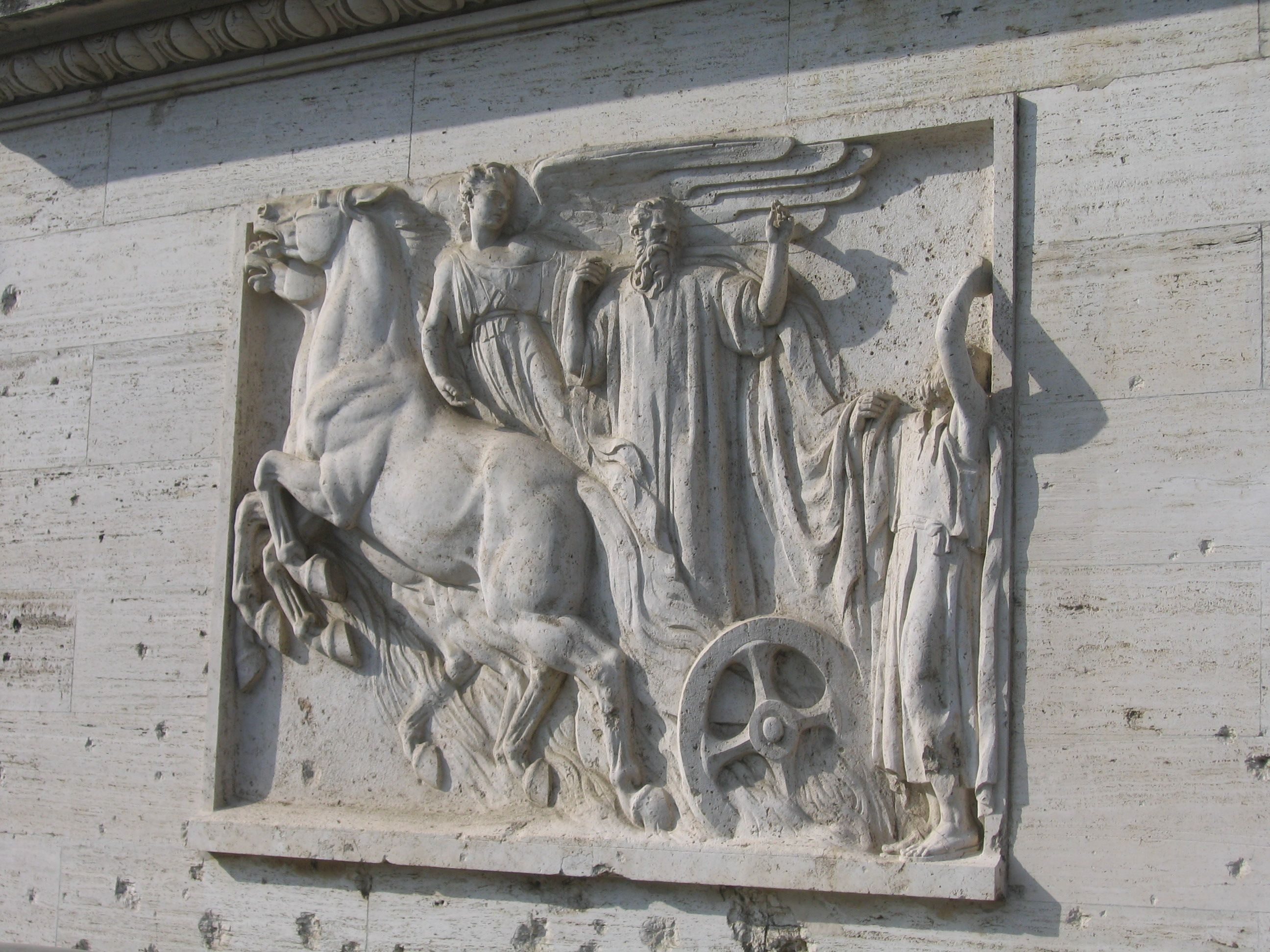
آثار الشظايا على جدار محطة سكة حديد الفاتيكان، وهي مزينة بنحت لإيليا في عربة الناري

يعلن كتاب صدر عام 1943 عنوانه Bombe sul Vaticano، لأوغستو فيرارا أن الهجوم كان مدبرًا من قبل السياسي الفاشي الإيطالي البارز ورجل الدين المناهض لرجل الدين روبرتو فاريناشي. كان الهدف هو ضرب راديو الفاتيكان، الذي كان يشتبه في إرساله رسالة مشفرة إلى الحلفاء. كانت الطائرة التي رمت القنابل من طراز SIAI Marchetti SM79 ‏، وهي قاذفة قنابل إيطالية ثلاثية المحركات تُعرف باسم "Sparviero"، والتي أقلعت من فيتيربو، على بعد حوالي 80 كيلومترًا شمال روما.
أحد الأدلة التي استند إليها فيرارا في روايته لمسؤولية فاريناشي كانت مكالمة هاتفية من كاهن يدعى جوزيبي إلى اليسوعي بيترو تاكشي فنتوري. في الواقع، هناك ملاحظة في الصفحة 705 من المجلد السابع من تستشهد أعمال ووثائق الكرسي الرسولي المتعلقة بالحرب العالمية الثانية بإيتيل فريدريك مولهاوزن تنص على أن الشائعات في روما ألقت اللوم على فاريناشي وتحدثت عن فيتيربو على الفور. يجب أن تكون الطائرة قد أقلعت. تقول ملاحظة تارديني المذكورة أعلاه أيضًا، أنه ومنذ البداية، كان الرأي العام يتعبر أن الفاشيين الجمهوريين الإيطاليين هم المسؤولون، وهو رأي قلل تارديني منه على أساس المعلومات التي قدمها المونسنيور كارول. أفاد أوين تشادويك أيضًا بأن شائعات ترددت في روما عن ترتيب فاريناشي للغارة من مطار فيتربو، وهو أمر لم ينفه فاريناشي، الذي قُتل مع موسوليني في 28 أبريل 1945، لكن تشادويك اعتبر القصة «غير مرجحة للغاية».
في رواية فيرارا، تم إسقاط خمس قنابل، واحدة منها لم تنفجر. وفقًا لتقرير أعمال ووثائق الكرسي الرسولي المتعلقة بالحرب العالمية الثانية، وهو تقرير عن تحقيق أجرته سلطات الفاتيكان بعد الحدث تحدث فقط عن شظايا جعلت من الصعب تحديد ما إذا كانت القنابل شديدة الانفجار، والتي كانت تبلغ 100 إلى 150 كيلوغرام من الوزن والتي تسببت بالحفر الصغيرة على نطاق واسع، فقد كانت الغارة من بريطانيا أو ألمانيا أو إيطاليا.
يتحدث كتاب صدر عام 2007 عنوانه Venti angeli sopra Roma لسيزار دي سيمون عن اعتراف مفترض بالمسؤولية من قبل سلاح الجو الملكي البريطاني في فترة ما بعد الحرب.
جاء في مقال رافاييل أليسانداريني في عدد 10-11 يناير 2011 من صحيفة الفاتيكان المراقب الروماني أن هوية المسؤولين لم يتم توضيحها بعد.
ومع ذلك، فإن البحث المنشور في عام 2016 يعطي تعريفًا أكثر تحديدًا للمهاجم ويقدم عرضًا مثيرًا للفضول حول سبب الدوافع. فطوال عام 1943، اعترضت المخابرات الإيطالية بشكل روتيني المحادثات الهاتفية من وإلى الفاتيكان وسجّلتها. وفي 8 نوفمبر 1943، سجل أوغو غوسبيني، أحد عملاء المخابرات المتورطين، المحادثة بين الأب جيوزيبي واليسوعي بيترو تاكشي فنتوري. في روايته الحرفية، أبلغ الأب جوزيبي اليسوعيين أنه قد عاد لتوه من قاعدة فيتربو الجوية، شمال روما، حيث أخبره شخص كان حاضرًا طوال العملية برمتها أن القصف قام به روبرتو فاريناشي وطيار روماني في سافويا إيطالية. كان على متن طائرة مارشيتي خمس قنابل متجهة إلى محطة إذاعة الفاتيكان لأن فاريناشي يعتقد أنها كانت تنقل معلومات عسكرية إلى الحلفاء. هذا يؤكد الرواية التي قدمها أوغستو فيرارا أعلاه، ويؤكدها أيضًا إيتل مولهاوزن، الذي كان حينها القائم بالأعمال في السفارة الألمانية في روما، الذي ادعى في مذكراته بعد الحرب أن فاريناشي كان مسؤولًا وأن فاريناشي لم ينكر مسؤوليته أبدًا.
أفاد تقرير المونسنيور والتر س. كارول (انظر أعلاه)، الذي كان قد عاد لتوه من مقر الحلفاء في الجزائر، بأنه قد أُبلغ «بسرية تامة» أن القصف كان بسبب طيار أمريكي فقد طريقه وأن طيارًا أميركيًا آخر كان قد أبلغ عن رؤية طائرة تابعة لقوات الحلفاء تسقط حمولتها على الفاتيكان، وأن هذا قد مثَّل الرأي السائد في مقر الحلفاء بالجزائر في ذلك الوقت. في 8 نوفمبر 1943، أبلغ هارولد ماكميلان، الوزير البريطاني المقيم في الجزائر، وزارة الخارجية البريطانية في برقية «سرية للغاية»: «أعتقد أننا ربما قصفنا الفاتيكان». في الليلة المعنية، عانت واحدة من سبعة قاذفات بريطانية في بوسطن، والتي كانت تعمل في شمال روما في الوقت الذي قُصف فيه الفاتيكان، من مشكلة ما في المحرك وألقت قنابلها عبر الغيوم فوق مكان غير معروف من أجل تخفيف حمولتها والعودة إلى القاعدة. هذه هي ما يُعتقد أنها القنابل التي سقطت على الفاتيكان. ولكن في وزارة الخارجية، لوحظ أنها كانت ليلة صافية وغائمة على روما عندما تم قصف الفاتيكان. لقد أثبت تحقيق سري لاحق أجرته وزارة الطيران في الحادث أن إحداها قد أسقطت قنابلها بالفعل على آرس، على بعد خمسين ميلًا جنوب شرق روما، ولم تكن هي المسؤولة ولا أي طائرة بريطانية أخرى تعمل في تلك الليلة. ربما رأى الطيار الأمريكي الذي شهد عملية التفجير طائرة سافويا-مارشيتي التي، كما تظهر من مسافة بعيدة، لا تختلف عن قاذفة مارتن بالتيمور الخفيفة التي يتم استخدامها بشكل متكرر على إيطاليا، وقد أخطأ حين ظنها طائرة تابعة للتحالف.[بحاجة لمصدر] وبالتالي، فإن ثقل الأدلة يشير إلى فاريناشي، الذي، كما رأينا، لم ينكر مسؤوليته أبدًا.
بالنسبة للدافع وراء ذلك، شكك ماكغولدريك في الادعاء بأنه كان يهدف إلى إسكات راديو الفاتيكان. توقفت عمليات البث الإذاعي لمحطة الإذاعة إلى العدو والبث المعادي للنازية بالفعل في مايو 1941 عندما هدد موسوليني، تحت ضغط من هتلر، بغزو الفاتيكان وإغلاقه. لكن منذ 8 سبتمبر 1943، عندما قامت ألمانيا بغزو واحتلال روما، أطلقت كل من وسائل الإعلام البريطانية والأمريكية سلسلة من التقارير غير الصحيحة تمامًا («أخبار كاذبة») تفيد بأن النازيين قد غزو الفاتيكان وسجنوا البابا واعتقلوا عددًا من الكرادلة. ألهب هذا الرأي الكاثوليكي في أمريكا اللاتينية وبشكل خاص في الأرجنتين، وهي آخر بلد في أمريكا الجنوبية حافظ على العلاقات الدبلوماسية مع ألمانيا النازية. أرسل السفير الألماني في بوينس آيرس، إريك أوتو مينين، سلسلة من البرقيات العاجلة سبتمبر 1943 إلى نهاية أكتوبر 1943 إلى برلين محذرًا فيها، على ضوء هذه التقارير، من أن الأرجنتين كانت على وشك قطع العلاقات مع ألمانيا. وقال إن إنكار هذه المزاعم لم يكن كافيًا، وأن هناك حاجة لاتخاذ إجراءات ملموسة. وهذا، إلى جانب عملية دعاية ألمانية مصممة بعناية تُلقي باللوم على البريطانيين، يشير إلى أنه عندما قصف فاريناشي الفاتيكان بالقنابل البريطانية، فإنه قد فعل ذلك بناءً على تعليمات من معاوليه الألمان، لقد حرص على تشويه سمعة الحلفاء ومواجهة دعاية الحلفاء الضارة التي هددت علاقاتهم الدبلوماسية مع الأرجنتين، آخر دولة صديقة لهم في أمريكا اللاتينية.

## قصف 1 مارس 1944
لا يوجد أي غموض حول هوية الطائرة البريطانية التي أسقطت قنابل على حافة مدينة الفاتيكان في 1 مارس 1944 حيث تم الاعتراف بذلك صراحة، على الأقل على انفراد، من قبل وزارة الطيران البريطانية على أنه قصف عرضي عندما نفذت إحدى طائراتها غارة بالقنابل على روما وأسقطت قنابلها بالقرب من جدار الفاتيكان. لقد تسبب القصف في خسائر بشرية، مما أسفر عن مقتل عامل كان في العراء وإصابة أوغسطين هولندي في كلية سانت مونيكا. كما تسببت القنابل الست المنخفضة العيار في إلحاق أضرار بقصر المكتب المقدس ولمصلى القديس بطرس والكلية البابوية الحضرية في تل جانيكول. ومع ذلك، تستمر الادعاءات بأن هذه كانت طائرة إيطالية شوهدت تصطدم بعائق، ربما كان شجرة على جانكولوم، وبعد ذلك تخلصت عن قنابلها، لكنها تحطمت بعد اصطدامها بمنزل في فيا ديل جيلسومينو بجناحها حيث سرعان ما أزالت السلطات الإيطالية الحطام والطيار الميت.
يقول المونسنيور جوليو باربيتا، الذي يروي تجربته في هذا القصف، أن الزجاج الذي يغطي صورة السيدة العذراء بينه وبين مدخل مصلى القديس بطرس ظل على حاله، مع تحطيم جميع نوافذ مبنى المكتب المقدس تقريبًا، ولقد عانى المصلى نفسه من آثار الشظايا على جداره. أدى ذلك إلى وضع تماثيل لملاكين حاملين للدروع على يمين ويسار الصورة أعلى نقش ينص على: AB ANGELIS DEFENSA KAL. MART. A.D. MCMXLIV (يحميها الملائكة، 1 مارس 1944 م).